# Lund, Björklinge socken
Lund är en by i Björklinge socken i Uppsala kommun cirka 5 km söder om Björklinge. Lund klassades som en småort till och med småortsavgränsningen 2000. Vid 2015 års småortsavgränsning återfanns här åter en småort.